# SSE4
SSE4 é a quarta versão das extensões SSE que foi incorporada nos processadores da Intel a partir de 2008. Disponibilizou dezenas de novas instruções para processamento de dados empacotados que incluíram, entre outras, funcionalidades para pesquisa de strings, produtos vetoriais e verificação de integridade (CRC).